# Palazzina dei conti di Biserno
La palazzina dei conti di Biserno è uno storico edificio situato a Massa Marittima, nella provincia di Grosseto, nel terziere di Cittavecchia.

## Storia
Il palazzo risale al XIII secolo, quando i conti di Biserno si insediarono a Massa Marittima.
Il conte Boccio di Biserno, nel 1330, vendette una parte dell'edificio al comune e dette così origine al primo nucleo del Palazzo Comunale che sarebbe stato costruito interamente alcuni anni dopo. Dopo la sottomissione di Massa alla Repubblica di Siena il palazzo divenne sede dei vescovi di Massa Marittima fino al 1603.
Nel XIX secolo, l'intero palazzo fu restaurato dall'architetto Lorenzo Porciatti di Grosseto. Oggi l'edificio è una residenza privata.